# Tierieńga
Tierieńga (ros. Тереньга) – osiedle typu miejskiego w Rosji, w obwodzie uljanowskim, ośrodek administracyjny rejonu tierieńgulskiego. W 2010 liczyło 5330 mieszkańców.